# Teofilów (województwo świętokrzyskie)
Teofilów – wieś w Polsce, położona w województwie świętokrzyskim, w powiecie opatowskim, w gminie Tarłów.
| SIMC    | Nazwa     | Rodzaj     |
| ------- | --------- | ---------- |
| 0808601 | Zaduranów | przysiółek |

W latach 1975–1998 miejscowość położona była w województwie tarnobrzeskim.

## Historia
Na początku XIX wieku w miejscu obecnej wsi znajdował się folwark należący do dóbr ziemskich Brzozowa. W 1893 roku w Teofilowie były 3 domy i 18 mieszkańców. Obszar folwarku wynosił 220 mórg. W 1903 r. folwark został rozparcelowany przez Zuzannę z Nowakowskich Witkowską, dziedziczkę Brzozowej. Po rozparcelowaniu powstała osada Teofilów kolonia.
W 1921 roku wieś należała do gminy Julianów. Według spisu powszechnego z roku 1921 w Teofilowie były 42 budynki mieszkalne i 252 mieszkańców, w tym 130 mężczyzn i 122 kobiety. Wszyscy mieszkańcy byli wyznania rzymskokatolickiego.
1 kwietnia 1944 r. do Teofilowa dotarł oddział Narodowych Sił Zbrojnych pod dowództwem por. Kazimierza Załęskiego ps. Bończa. W odwecie za przejście całego oddziału tej formacji w Teofilowie do Armii Ludowej, żołnierze NSZ przystąpili do aresztowań mężczyzn. Zaatakowani przez oddziały AL żołnierze NSZ wycofali ze wsi, pozostawiając zatrzymanych chłopów.
Na początku czerwca 1944 r. w lasach pomiędzy wsiami Teofilów, Duranów a leśnictwem Skałecznica samoloty alianckie dokonały zrzutów broni. Do oddziałów partyzanckich trafiło około 4 karabinów maszynowych, 36 pistoletów maszynowych, 5 granatników Piat, 40 pistoletów rewolwerowych, 50 granatów obronnych, 50 granatów gamon oraz radiostacja.
5 marca 1902 r. dekretem władzy duchownej, połowa wsi Teofilów została odłączona od rzymskokatolickiej parafii pw. św. Wojciecha Biskupa i Męczennika w Glinianach i przyłączona do parafii pw. Zaślubin Najświętszej Maryi Panny w Rudzie Kościelnej. W 2006 r. ukończono budowę pięciokilometrowej betonowej drogi łączącej Teofilów z Glinianami.
W Teofilowie znajduje się murowany dom z ok. 1935 r. wymieniony w rejestrze zabytków województwa tarnobrzeskiego.
W okresie PRL-u funkcjonował w Teofilowie punkt biblioteczny Gminnej Biblioteki Publicznej w Tarłowie.
W centrum wsi, tuż przy drodze, rośnie liczący około 400 lat dąb – pomnik przyrody.
9 września 2011 zarejestrowano Stowarzyszenie Rozwoju Wsi Duranów, Teofilów.